# آن جی هو
آن جی هو (کره‌ای: 안지호؛ زادهٔ ۵ ژانویه ۲۰۰۴) بازیگر اهل کره جنوبی است.

## فیلم‌شناسی

### مجموعه تلویزیونی
| سال  | عنوان         | نقش           | منابع |
| ---- | ------------- | ------------- | ----- |
| ۲۰۲۰ | هیچ‌کس نمی‌داند | گو اون-هو     | [ ۱ ] |
| ۲۰۲۱ | نقاب          | چوی سانگ-کیون | [ ۲ ] |
| TBA  | جوانی         | TBA           | [ ۳ ] |

### مجموعه اینترنتی
| سال  | عنوان            | نقش                 |
| ---- | ---------------- | ------------------- |
| ۲۰۱۴ | نقاشی، بهار      | سو گون-ته (جوانی)   |
| ۲۰۲۱ | نقل مکان به بهشت | هان جونگ-وو (جوانی) |
| ۲۰۲۲ | ما همه مرده‌ایم   | کیم چول-سو          |